# Kökirimtoo
Der Kökirimtoo ist ein Gebirgszug in Kirgisistan.
Er erstreckt sich von der Naryn-Schlucht bis zum Kapka-Pass. Das Gebirge besteht aus Sandstein, Schiefer, Kalkstein und anderen Gesteinen aus dem Kambrium, Devon und Ordovizium. Die Mitte ist hoch und felsig, der westliche Teil ist niedrig, im Süden gibt es enge und tiefe Schluchten; im Nordosten sind flache Bergrücken charakteristisch (Kysyltaty, Turuk, Akbaschat). Gletscher befinden sich an den nördlichen Hochflächen des mittleren Teils des Gebirges. Der östliche Teil ist trocken, während der westliche Teil feucht ist und Sträucher und Bäume wachsen. An den südlichen Hängen gibt es von 1400–2000 m Steppenlandschaften, Sträucher vermischt mit Wald und Wiesen liegen auf 2000–3000 m, subalpine und alpine Wiesenlandschaft erstrecken sich auf 3000–3900 m. An den nördlichen Hängen liegt die Steppe auf 1600–2400 m, Wiesen und kleine Sträucher liegen auf 2400–2900 m, subalpine und alpine Landschaften liegen auf 2900–4000 m und an den Berggipfeln sind nivale Landschaften charakteristisch.